# María Carmen Sánchez Zamora
María del Carmen Sánchez Zamora (Alicante, 13 de julio de 1982) es una licenciada en filología inglesa, funcionaria en la sanidad pública como auxiliar administrativo y política española, que actualmente ejerce como teniente de alcalde del Ayuntamiento de Alicante.

## Biografía
Desde que era muy joven, ha estado involucrada en la fiesta de las Hogueras de Alicante, llegando a ser galardonada con el premio estrella del concurso de playbacks, poseyendo cada uno de los cargos honoríficos de su Hoguera, Rambla de Méndez Núñez. Ha sido Dama de Honor de la Bellea del Foc de Alicante en el año 2004. En 2012 entró en la Federación de Hogueras, cargo que tuvo que abandonar tras su elección como diputada en las Cortes Valencianas.
Está licencia en filología inglesa y desde el año 2005 ha trabajado como auxiliar administrativa en la Consejería de Sanidad de la Generalidad Valenciana. En las Elecciones municipales de 2015 se encontraba en las listas por Alicante, yendo de número 2, pero renunció a coger su acta de concejal al ser elegida al mismo tiempo diputada.

## Trayectoria política
María Carmen Sánchez comenzó en la política cuando fue elegida por el equipo de Carolina Punset por la circunscripción de Alicante en la posición número 3, por detrás de Emilio Argüeso Torres y Emigdio Tormo Moratalla.
Su importancia dentro de Grupo Parlamentario de Ciudadanos (España) en las Cortes Valencianas vino con la salida de Carolina Punset al Parlamento Europeo, pasando a ser la Portavoz adjunta del Grupo en 2016.
En la IV Asamblea General de Ciudadanos Partido de la Ciudadanía, María Carmen Sánchez fue elegida miembro del Consejo General del partido y miembro del Comité Autonómico, ostentando el puesto de cargo electa. En julio de 2017 pasó a ser la portavoz de Ciudadanos en las Cortes Valencianas tras el cese de Alexis Marí, el cual se había alejado bastante del partido y de Albert Rivera.
Durante ese tiempo se encargó de ser la voz del partido en la Comunidad Valenciana y ostentó sus funciones como portavoz del grupo hasta el final de la legislatura, siendo la cara visible junto a Fernando Giner Grima y Toni Cantó del partido en la Comunidad Valenciana.
Con la elección de Toni Cantó como candidato a la presidencia de la Generalidad Valenciana, remodeló completamente toda la candidatura del partido en las tres provincias, contando con pocos de los diputados de la IX Legislatura. Con María Carmen Sánchez ocurrió lo mismo que con otros diputados como Emilio Argüeso Torres o Juan Córdoba Cortijo, siendo finalmente elegida candidata a la alcaldía de Alicante. En las Elecciones municipales de España de 2019, Ciudadanos obtuvo en Alicante 5 concejales, saliendo electa la candidata y con el pacto con el que llegó con el Partido Popular y con Luis Barcala, fue elegida Teniente Alcaldesa de Alicante, portavoz del gobierno local y Concejal de Turismo.
En 2020 dejó de ser la portavoz del gobierno local, debido a un vídeo que se hizo viral que comentaba su "aburrimiento" a raíz de la recesión por la pandemia de COVID-19, que afectaba especialmente a la hostelería y al sector del turismo.
En la V Asamblea General de Ciudadanos Partido de la Ciudadanía, María Carmen Sánchez dejó de ser miembro del Consejo General y se espera que también deje de ser miembro del Comité Autonómico, aunque puede que se mantenga en el Comité Provincial de Alicante